# Cantó de Pau-Nord
El cantó de Pau-Nord és un cantó del departament francès dels Pirineus Atlàntics, a la regió de la Nova Aquitània. Està enquadrat al districte de Pau.

## Municipis
El cantó és constituït només per la part nord de la ciutat de Pau.

## Història
| Data d'elecció                               | Nom             | Partit | Qualitat |
| -------------------------------------------- | --------------- | ------ | -------- |
| 1982                                         | René Cazenave   | PS     |          |
| 1985                                         | René Cazenave   | PS     |          |
| 1992                                         | René Cazenave   | PS     | diputat  |
| 1993                                         | Gaston Prieu    | RPR    |          |
| 1998                                         | André Duchateau | PS     |          |
| 2004                                         | André Duchateau | PS     |          |
| Les dades anteriors a 1982 no són conegudes. |                 |        |          |
|                                              |                 |        |          |